# Znak Zrywu Robotniczego

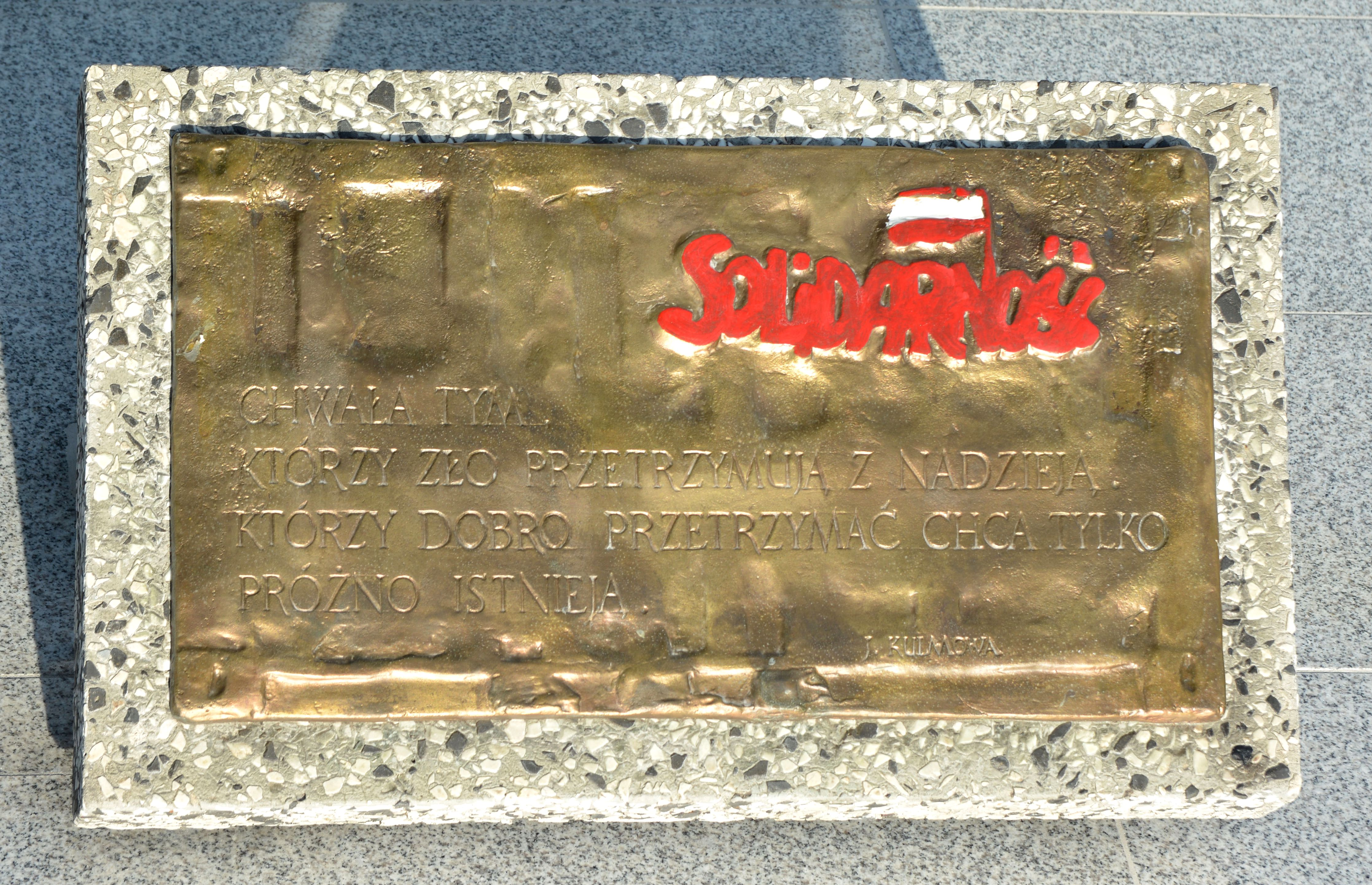
Tablica przy pomniku

Znak Zrywu Robotniczego (inna nazwa: Kolebka Portowej „Solidarności”) – pomnik w Szczecinie, upamiętniający wkład szczecińskich portowców w walkę o powstanie NSZZ „Solidarność” i zmiany społeczno-polityczne w Polsce.
Pomnik znajduje się na Łasztowni, przy ul. Bytomskiej, obok bramy wjazdowej do szczecińskiego portu.
Inicjatorem powstania pomnika był pracownik szczecińskiego portu Tadeusz Olczak. Projekt wykonał Eugeniusz Krupa – również portowiec. Monument wykonano w Szczecińskiej Stoczni Remontowej "Gryfia". Pomnik odsłonięto 30 sierpnia 1992 – w dwunastą rocznicę zakończenia szczecińskich strajków w 1980 r. Odsłonięcia dokonał Tadeusz Olczak – lider portowego podziemia w latach osiemdziesiątych XX w. Monument poświęcił ks. abp Marian Przykucki.
Pomnik ma charakter symboliczny. Na niewysokim, okrągłym postumencie, pomiędzy dwoma ramionami kotwicy, osadzony został, abstrakcyjnie opracowany, wykonany ze stalowej blachy, zarys twarzy robotnika. Nad konturem twarzy umiejscowiono podłużny, poziomy znicz z przytwierdzonymi tabliczkami z datami robotniczych zrywów: "1970". "1980", "1988". Podpory podtrzymujące znicz, ustawione ukośnie, tworzą znak "V" - symbol zwycięstwa.
Na postumencie osadzono niewielką tabliczkę z napisem: „Solidarność” oraz cytatem z Joanny Kulmowej :"Chwała tym, którzy zło przetrzymują z nadzieją. Którzy dobro przetrzymać chcą tylko – próżno istnieją". 